# Roger Maugras
François Émile Roger Maugras (* 10. Oktober 1881 in Le Plessis-Hébert, Département Eure; † 1963) war ein französischer Diplomat.

## Leben
Roger Maugras war ein Sohn von Gaston Maugras (1850–1927), Historiker, und Marie Cécile Bapst (* 1858), einer Nichte des Botschafters Edmond Bapst. Auch sein Bruder Gaston Maugras war franz. Diplomat. Er studierte an der École libre des sciences politiques und trat 1908 in Dienst des Außenministeriums.
Am 28. März 1911 wurde er zum Botschaftssekretär dritter Klasse befördert, er war 1913 Konsul in Bangkok, 1920 Gesandtschaftssekretär in Wien, 1923 Gesandtschaftssekretär beim Hochkommissar in Konstantinopel, 1924 Unterabteilungsleiter in der Abteilung Öffentlichkeitsarbeit am Quai d’Orsay (Außenministerium) in Paris.
Roger Maugras war von 1918 bis April 1919, damals noch Botschaftssekretär, Geschäftsträger ad interim in Tokio. Von 1920 bis zum Januar 1922 war Maugras Botschaftssekretär erster Klasse in Wien und als solcher zeitweise Geschäftsträger. Von Januar 1922 bis 1929 wurde er bei der Verwaltung des Völkerbundmandat für Syrien und Libanon beschäftigt. Anschließend war er Unterabteilungsleiter für Afrika und die Levante.
Von 1931 bis zum 28. Mai 1935 war er Ministre plénipotentiaire in Bangkok, vom 28. Mai 1935 bis zum Juni 1940 Ministre plénipotentiaire in Stockholm und vom 28. Juli 1940 bis zum 1. Dezember 1940 Gesandter in Belgrad.
| Vorgänger                               | Amt                                                                        | Nachfolger                        |
| --------------------------------------- | -------------------------------------------------------------------------- | --------------------------------- |
| Eugène Regnault                         | Französischer Botschafter in Japan 1918 bis April 1919                     | Edmond Bapst                      |
| Pierre Lefèvre-Pontalis                 | Liste der französischen Botschafter in Österreich 1920                     | Pierre Lefèvre-Pontalis           |
| Pierre Lefèvre-Pontalis                 | Französischer Botschafter in Thailand 1931 bis 1935                        | Charles Lépissier                 |
| César Rizio Campana (* 19. August 1877) | Liste der französischen Botschafter in Schweden 28. Mai 1935 bis Juni 1940 | Christian Carra de Vaux Saint Cyr |
| -17. Juni 1940: Raymond Brugère         | Französischer Botschafter in Serbien 28. Juli 1940 bis 1. Dezember 1940    | Henry Gauquié                     |